# Atō
Pour les articles homonymes, voir Ato.
Atō (阿東町, Atō-chō) était un bourg du district d'Abu, dans la préfecture de Yamaguchi au sud-ouest de l'île de Honshū au Japon.
Au 1er juillet 2008, la population s'élevait à 7 002 habitants, répartis sur une superficie de 293,08 km², soit une densité de 23,89 personnes par km². Le 16 janvier 2010, Atō a été intégré au sein de la ville de Yamaguchi.